# Savonranta
Savonranta è stato un comune finlandese di 1 313 abitanti, situato nella regione del Savo Meridionale. È stato soppresso nel 2009 ed è ora compreso nel comune di Savonlinna.